# Йожеф Вінклер
Йожеф Вінклер (угор. József Winkler, 11 червня 1898, Будапешт — 1981 або 1992, Санкт-Галлен) — угорський футболіст, що грав на позиції нападника, колишній гравець збірної Угорщини, футбольний тренер.

## Клубна кар'єра
Почав грати у футбол на дорослому рівні в 1915 році в MTK, де отримав прізвисько «Віньо». Перший час виступав на позиції воротаря, але менш ніж через рік тренерський штаб перекваліфікував його у нападника. У 1917—1920 роках чотири рази вигравав чемпіонат Угорщини. Всього зіграв у кольорах МТК 56 матчів чемпіонату, в яких забив 36 голів. З 1920 року він грав за Цюрих, а з 1922 року за Янг Фелловз, будучи паралельно граючим тренером в обох командах. Його одноклубники дали йому прізвисько «Csibi» на честь іншого футболіста МТК «Будапешт» і національної збірної Угорщини Йожефа «Csibi» Брауна. У «Янг Фелловз» Вінклер провів 11 сезонів як гравець у вищому дивізіоні Швейцарії. У 1933 році він завершив професійну кар'єру, але залишився тренером команди.

## Кар'єра в збірній
7 травня 1916 року дебютував за збірну Угорщини в товариській грі проти збірної Австрії у Відні, яку його команда програла з рахунком 1:3. У липні 1925 року в матчі проти Польщі в Кракові (2:0) забив єдиний гол за збірну. Всього в 1916—1925 роках зіграв у збірній 4 матчі, в яких забив 1 гол.

## Кар'єра тренера
Свою тренерську кар'єру розпочав як граючий тренер у клубах «Цюрих» (1920—1922) і «Янг Фелловз Цюрих» (1922—1933). У 1933 році він зосередився виключно на тренерській роботі в «Янг Фелловз», з яким виграв Кубок Швейцарії в 1936 році, У фіналі його клуб переміг «Серветт» з рахунком 2:0. Тренував команду в матчах Кубка Мітропи 1936 року, де «Янг Фелловз» поступився в кваліфікаційному раунді угорському «Фебушу». У 1937—1941 роках керував командою «Лугано», з якою виграв два чемпіонські титули в сезонах 1937/38 і 1940/41. У першості 1941/42 був тренером клубу другого дивізіону К'яссо. У 1942—1954 роках також тренував інші швейцарські команди: «ФК Люцерн» (вилетів з Національної ліги А в 1944 році), «Брюль», «Віль» (вилетів з Національної ліги B у 1950 році), «Віль» (вийшов до Національної ліги B у 1952 році) і знову «Янг Фелловз».

## Особисте життя
Його батько Йожеф-старший був учасником першого публічного футбольного матчу в Угорщині, який відбувся 1 листопада 1896 року в Будапешті. Його брат Роберт Вінклер (1900—1971) також був гравцем збірної Угорщини та футбольним тренером. Його син Йозеф (1931 р.н.) та онук Патрік (1973 р.н.) також були футболістами та футбольними тренерами, більшу частину своєї кар'єри пов'язали з клубом «Санкт-Галлен».

## Трофеї і досягнення

### Як футболіст
МТК (Будапешт)
- Чемпіонат Угорщини : 1916-17, 1917-18, 1918-19, 1919-20

### Як тренер
«Лугано»
- Чемпіонат Швейцарії : 1937-38, 1940-41

«Янг Фелловз»
- Кубок Швейцарії : 1936